# Provinzialverband der Rheinprovinz

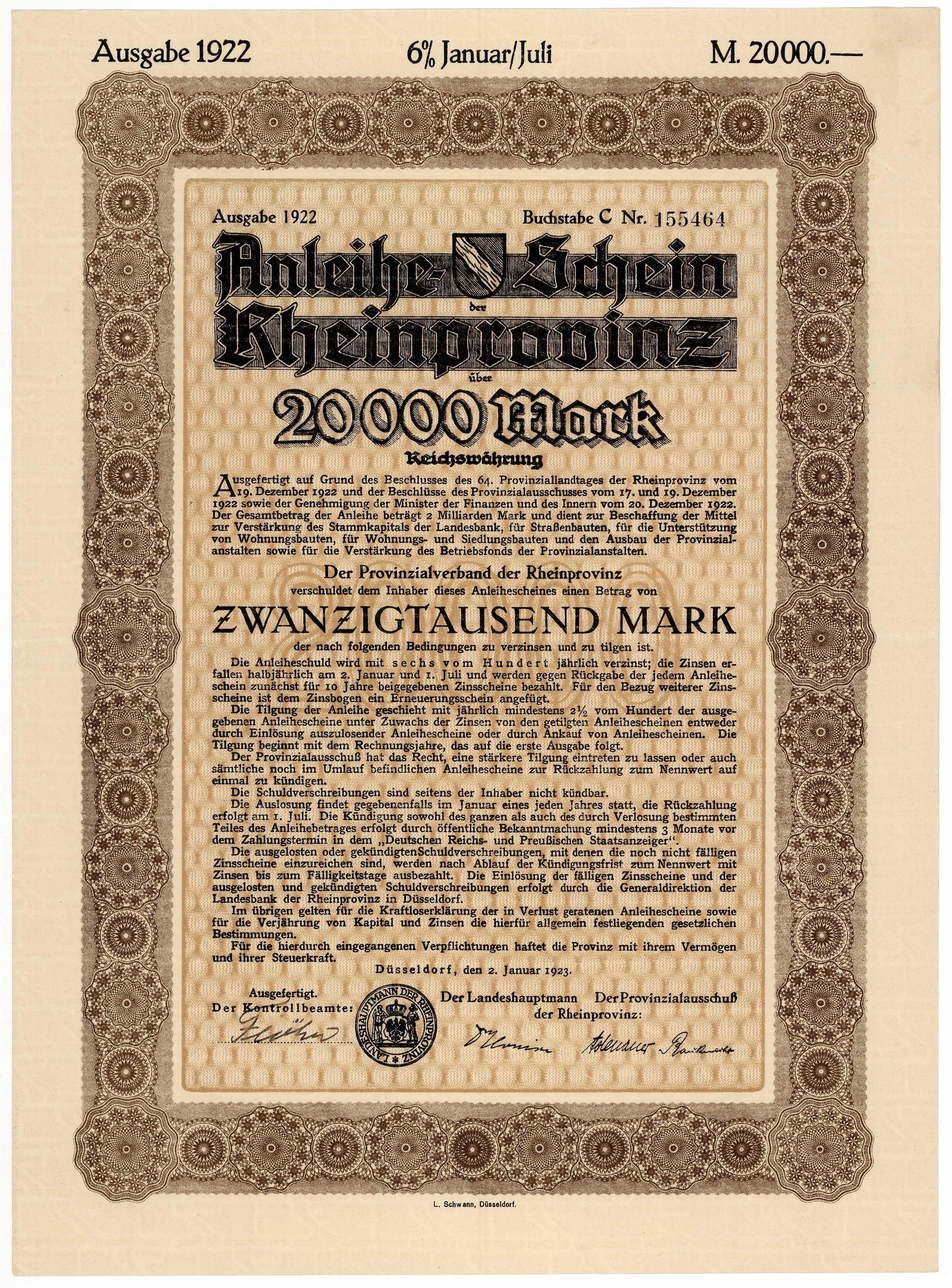
Anleihe-Schein der Rheinprovinz vom 2. Januar 1923 zur Verstärkung des Stammkapitals der Landesbank, für Straßen-, Wohnungs- und Siedlungsbauten sowie für den Ausbau der Provinzialanstalten und deren Betriebsfonds.

Der Provinzialverband der Rheinprovinz war von 1887 bis 1953 ein Provinzialverband mit Sitz in Düsseldorf, der als Zweckverband der rheinischen Kreise Aufgaben der Kommunalen Selbstverwaltung wahrnahm. Zu den Aufgaben gehörten Bau und Unterhalt von Staatschausseen, Einrichtungen der Sozialfürsorge, Regelung des Wohnungs- und Siedlungswesens, Förderung von Wissenschaft und Kunst.
Rechtsgrundlage für den Provinzialverband der Rheinprovinz war die von Preußens Innenminister Robert Viktor von Puttkamer am 1. Juni 1887 (GS. 249) erlassene Provinzialordnung. Infolge der Aufteilung der Provinz nach dem Zweiten Weltkrieg gingen die Aufgaben und Einrichtungen des Provinzialverbandes im nördlichen Rheinland-Pfalz und im Saarland 1947 an andere Träger über. Durch Gesetz von 1953 übernahm der Landschaftsverband Rheinland die Aufgaben und Einrichtungen des Provinzialverbandes. 

## Organe
Die Organe des Provinzialverbandes waren der Provinziallandtag, der Provinzialausschuss und der Landeshauptmann.

### Provinziallandtag
Als Ausdruck der Selbstverwaltung hatte der Provinzialverband einen Provinziallandtag. Von 1887 bis 1920 bestand er aus von den Kreisen und kreisfreien Städten der Provinz gewählten Abgeordneten. Der Provinziallandtag trat üblicherweise einmal jährlich im Ständehaus zu Düsseldorf zusammen und tagte für drei Tage. Die Rheinprovinz als Kontrollorgan und Ausführungsorgan zentralstaatlicher preußischer Prärogativen hatte ihren Sitz dagegen in Koblenz.

#### Provinzialstände als Vorgänger
Die ersten Parlamente im Königreich Preußen wurden zunächst unter dem Namen „Provinzialstände“ am 5. Juni 1823 angeordnet und in den Jahren 1824 bis 1827 in den acht Provinzen als provinzielle Vertretungskörperschaften auf ständischer Grundlage eingerichtet. Der Provinzialstände der Rheinprovinz tagten zwischen 1826 und 1875.
Das dortige Vertretungsrecht besaßen lediglich Grundbesitzer. So stellten die adligen Großgrundbesitzer jeweils die Hälfte, die städtischen Grundbesitzer ein Drittel und die großbäuerlichen Grundbesitzer ein Sechstel der Deputierten. Die Provinzialstände sollten bei Gesetzen über Personen- und Eigentumsrechten sowie Steuern die Regierungen durch Gutachten beraten. Nur in provinzialen Kommunalfragen hatte er legislative Befugnisse.
Die Provinzialstände versammelten sich von 1826 bis 1843 in der alten Kanzlei am Markt, heute Teil des Düsseldorfer Rathauses, von 1843 bis 1851 im ehemaligen Statthalterpalais an der Mühlenstraße, von 1851 bis 1872 im ehemals kurfürstlichen Düsseldorfer Schloss am Burgplatz und zwischen 1872 und 1879 in der Aula der städtischen Realschule an der Klosterstraße.

#### Direktwahl des Provinziallandtags
Erstmals am 20. Februar 1921 wurde der Provinziallandtag in unmittelbarer Wahl von den Bürgern der Provinz bestimmt. Wahlen zum Provinziallandtag fanden erneut am 29. November 1925, am 17. November 1929 und am 12. März 1933 statt.

#### Wahlergebnisse
| 1921      | 1921 | 1921  |
| Partei    | %    | Sitze |
| --------- | ---- | ----- |
| Zentrum   | 45,9 | 73    |
| SPD       | 16,4 | 26    |
| DVP       | 12,0 | 19    |
| KPD       | 8,9  | 14    |
| DNVP      | 8,7  | 14    |
| USPD      | 3,8  | 6     |
| DDP       | 3,1  | 5     |
| CVP       | 0,6  | 1     |
| Parteilos | 0,6  | 1     |

| 1925                         | 1925 | 1925  |
| Partei                       | %    | Sitze |
| ---------------------------- | ---- | ----- |
| Zentrum                      | 43,9 | 72    |
| SPD                          | 14,1 | 23    |
| KPD                          | 12,4 | 21    |
| DNVP                         | 9,8  | 16    |
| DVP                          | 9,4  | 16    |
| WP                           | 3,4  | 6     |
| DDP                          | 2,2  | 4     |
| Rheinische Bauern und Winzer | 1,2  | 2     |
| Sparerbund                   | 1,1  | 2     |
| BAA                          | 0,3  | 1     |

| 1929    | 1929 | 1929  |
| Partei  | %    | Sitze |
| ------- | ---- | ----- |
| Zentrum | 39,2 | 64    |
| SPD     | 14,8 | 25    |
| KPD     | 12,7 | 21    |
| DVP     | 8,0  | 14    |
| DNVP    | 7,1  | 12    |
| WP      | 6,6  | 11    |
| NSDAP   | 3,2  | 6     |
| DDP     | 2,0  | 4     |
| CSVD    | 1,8  | 3     |
| CNBL    | 1,4  | 3     |

| 1933    | 1933 | 1933  |
| Partei  | %    | Sitze |
| ------- | ---- | ----- |
| NSDAP   | 38,0 | 62    |
| Zentrum | 32,2 | 53    |
| KPD     | 11,2 | 19    |
| SPD     | 9,5  | 16    |
| DNVP    | 7,1  | 13    |

An 100 % fehlende Sitze = Nicht im Provinziallandtag vertretenden Wahlvorschläge

#### Ende des Provinziallandtags
Als Ausdruck der Diktatur wurden schon im ersten Jahr der NS-Herrschaft durch Gesetz der preußischen Staatsregierung unter Göring vom 15. Dezember 1933 in ganz Preußen die Provinziallandtage und Provinzialausschüsse aufgelöst und nicht mehr neu gebildet.
Am 15. Dezember 1933 wurde das „Gesetz zur Auflösung der Provinziallandtage“ verkündet. Die Provinzialverwaltung wurde dem Oberpräsidenten von Lüninck in Koblenz angegliedert, der fortan die Aufgaben und Zuständigkeiten des aufgelösten Provinziallandtags übernahm und den Landeshauptmann zu seinem ständigen Vertreter bei der Provinzialverwaltung bestellte. Dienstsitz blieb Düsseldorf.

### Provinzialausschuss
Der Provinziallandtag wählte aus seiner Mitte den Provinzialausschuss. Der Provinzialausschuss hatte die Aufgabe, die Beschlüsse des Provinziallandtags vorzubereiten und auszuführen. Provinzialausschuss und Verwaltung des Provinzialverbandes saßen im Landeshaus Düsseldorf.

#### Landeshauptmann
In der Provinz war der Landeshauptmann (bis 1897: „Landesdirektor“) ein seit 1875 vom rheinpreußischen Provinziallandtag gewählter Beamter und Mitglied des Provinzialausschusses. Er leitete die provinziale Selbstverwaltung, also ab 1887 den Provinzialverband, und war auf mindestens sechs und höchstens zwölf Jahre zu wählen. Es standen ihm als Hilfsorgane der Landesrat und technische Beamte, insbesondere für das Bauwesen, zur Seite. Die provinziale Selbstverwaltung hatte seit dem 1. Juli 1873 ihren Sitz in Düsseldorf. Dort, unmittelbar am Rheinknie gelegen, war der Amtssitz des rheinischen Landeshauptmanns ab 1911 die Villa Horion neben dem Landeshaus, in welchem die Zentralverwaltung des Rheinischen Provinzialverbandes untergebracht war.
Die Landeshauptmänner waren:

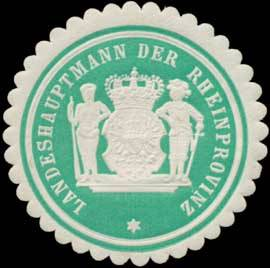
Landeshauptmann der Rheinprovinz – Siegelmarke

- 1875–1883: Hugo von Landsberg-Velen und Steinfurt
- 1883–1903: Friedrich Wilhelm Klein
- 1903–1921: Ludwig von Renvers
- 1922–1933: Johannes Horion, Zentrum
- 1933–1945: Heinrich Haake, NSDAP
- 1945–1953: Wilhelm Kitz